# Літлфорк (Міннесота)
Літлфорк (англ. Littlefork) — місто (англ. city) в США, в окрузі Кучичинг штату Міннесота. Населення — 553 особи (2020).

## Географія
Літлфорк розташований за координатами 48°23′47″ пн. ш. 93°33′27″ зх. д. / 48.39639° пн. ш. 93.55750° зх. д. (48.396433, -93.557540).  За даними Бюро перепису населення США в 2010 році місто мало площу 3,07 км², уся площа — суходіл.

## Демографія
Згідно з переписом 2010 року, у місті мешкало 647 осіб у 258 домогосподарствах у складі 154 родин. Густота населення становила 210 осіб/км².  Було 296 помешкань (96/км²).
Расовий склад населення:
| - 99,1 % — білих - 0,3 % — корінних американців - 0,2 % — чорних або афроамериканців |

До двох чи більше рас належало 0,3 %. Частка іспаномовних становила 0,6 % від усіх жителів.
За віковим діапазоном населення розподілялося таким чином: 23,0 % — особи молодші 18 років, 53,2 % — особи у віці 18—64 років, 23,8 % — особи у віці 65 років та старші. Медіана віку мешканця становила 47,3 року. На 100 осіб жіночої статі у місті припадало 84,3 чоловіків;  на 100 жінок у віці від 18 років та старших — 87,2 чоловіків також старших 18 років.
Середній дохід на одне домашнє господарство  становив 47 597 доларів США (медіана — 36 522), а середній дохід на одну сім'ю — 66 702 долари (медіана — 51 944). Медіана доходів становила 50 500 доларів для чоловіків та 35 625 доларів для жінок. За межею бідності перебувало 10,3 % осіб, у тому числі 12,0 % дітей у віці до 18 років та 16,4 % осіб у віці 65 років та старших.
Цивільне працевлаштоване населення становило 246 осіб. Основні галузі зайнятості: освіта, охорона здоров'я та соціальна допомога — 17,9 %, роздрібна торгівля — 15,4 %, транспорт — 15,0 %.